# 宣广高速公路
宣广高速公路，是沪苏浙皖高速公路在安徽省的名称，起自广德县与长兴县交会的浙皖省界，终于宣城，全长约80公里，总计分三期建设，宣州-广德67公里于1997年9月28日通车，宣州南环段17公里于2001年7月25日建成通车，2006年进行了沥青改建。广德-省界的连接段广祠高速於2004年7月通車，与申苏浙皖高速公路相接。